# Západočeský krajský přebor 1973/1974
V soubojích Západočeského krajského přeboru 1973/74 (jedna ze skupin 5. nejvyšší fotbalové soutěže) se utkalo 14 týmů dvoukolovým systémem podzim – jaro. Tento ročník skončil v červnu 1974. 

## Výsledná tabulka
Zdroj:
| Poř. | Tým                        | Z  | V  | R  | P  | VG | OG | B  |
| ---- | -------------------------- | -- | -- | -- | -- | -- | -- | -- |
| 1.   | TJ Dynamo ZČE Plzeň        | 26 | 15 | 7  | 4  | 46 | 23 | 37 |
| 2.   | TJ Spartak Chodov          | 26 | 13 | 8  | 5  | 42 | 27 | 34 |
| 3.   | TJ Baník Tlučná (N)        | 26 | 11 | 10 | 5  | 44 | 25 | 32 |
| 4.   | VTJ Dukla Karlovy Vary (N) | 26 | 9  | 9  | 8  | 37 | 35 | 27 |
| 5.   | TJ Tesla Nýřany            | 26 | 8  | 10 | 8  | 39 | 37 | 26 |
| 6.   | TJ Slavia Karlovy Vary „B“ | 26 | 11 | 4  | 11 | 33 | 34 | 26 |
| 7.   | TJ Sokol Postřekov         | 26 | 10 | 6  | 10 | 32 | 40 | 26 |
| 8.   | TJ Lachema Kaznějov (N)    | 26 | 10 | 5  | 11 | 31 | 31 | 25 |
| 9.   | TJ RH Domažlice            | 26 | 9  | 6  | 11 | 49 | 47 | 24 |
| 10.  | ČL Tachov                  | 26 | 9  | 6  | 11 | 48 | 47 | 24 |
| 11.  | TJ Jiskra Domažlice        | 26 | 8  | 7  | 11 | 45 | 47 | 23 |
| 12.  | TJ Baník Stříbro           | 26 | 9  | 5  | 12 | 33 | 49 | 23 |
| 13.  | TJ Škoda Ostrov            | 26 | 7  | 8  | 11 | 25 | 44 | 22 |
| 14.  | TJ Sušice                  | 26 | 4  | 7  | 15 | 30 | 47 | 15 |

Poznámky:
- Z = Odehrané zápasy; V = Vítězství; R = Remízy; P = Prohry; VG = Vstřelené góly; OG = Obdržené góly; B = Body; (S) = Mužstvo sestoupivší z vyšší soutěže; (N) = Mužstvo postoupivší z nižší soutěže (nováček)

|  | Postup do Divize A 1974/75             |
|  | Sestup do příslušné I. A třídy 1974/75 |